# Drabanci Karola XII

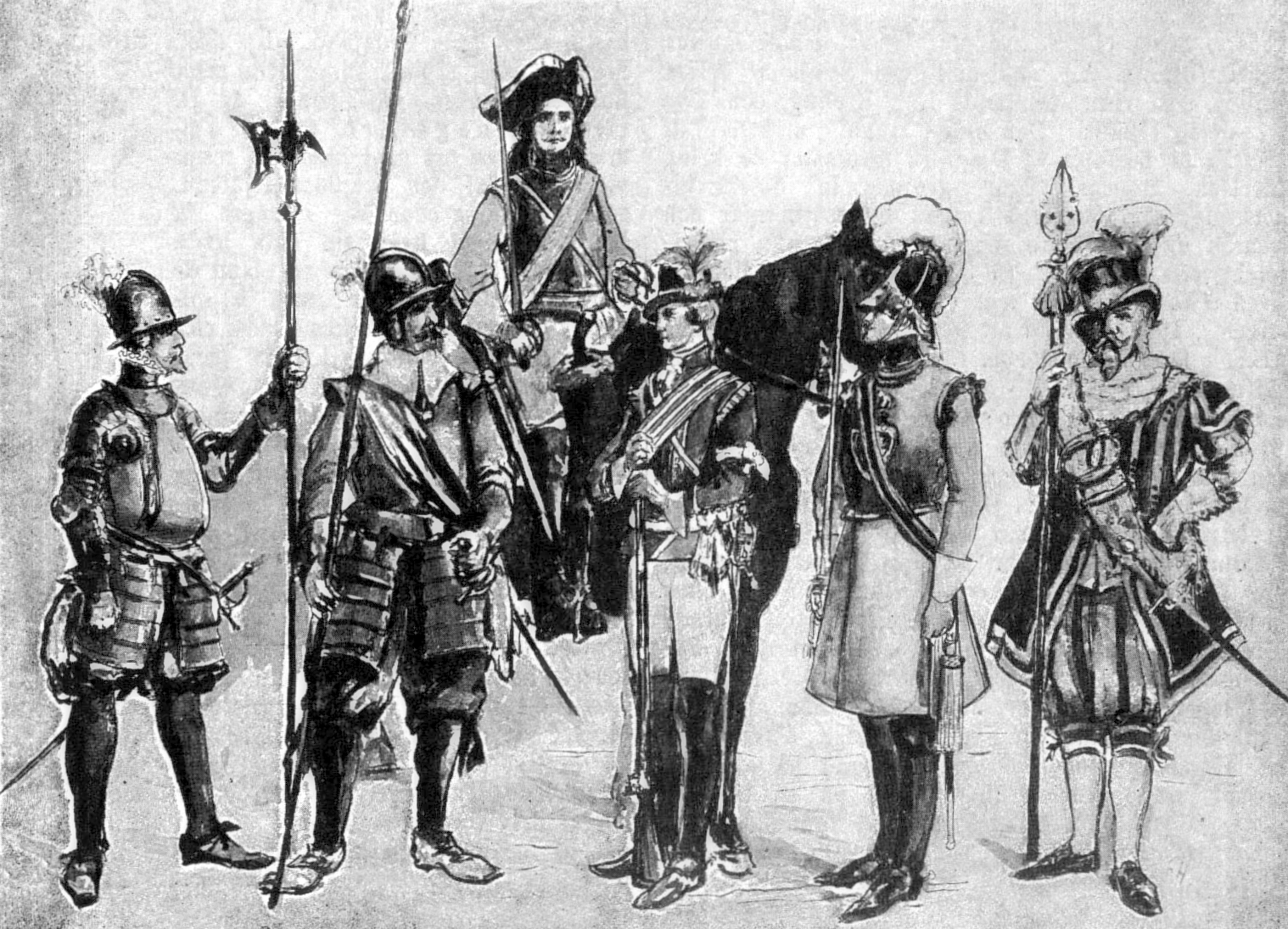

Drabanci Karola XII – oddział przyboczny króla Szwecji Karola XII, istniejący w latach 1699-1709, złożony z konnych drabantów.
Jako straż pałacowa drabanci obecni byli na dworze królów szwedzkich od XV wieku. Karol XII po objęciu władzy przeorganizował tych gwardzistów, którzy odtąd stali się elitarnym oddziałem kawalerii.
Formacja liczyła początkowo 200 ludzi, później co najmniej 150. Mała liczebność nie pozwalała przeznaczać ich do samodzielnych działań, sprawdzali się jednak jako oddziały wsparcia. Do ważniejszych zadań formacji należała za to funkcja wyższej szkoły oficerskiej. Służbę zwyczajnych towarzyszy pełnili kapitanowie armii szwedzkiej, oficerami byli podpułkownicy i pułkownicy, dowódca jednostki był w randze generała. Pierwszym był Arvid Horn, kolejnymi – Karl Gustaw Wrangel oraz Otto Magnus Wrangel. Awans zależał wyłącznie od woli króla, co przy jego systemie wartości oznaczało, że poza odwagą i walecznością żołnierz wykazać się musiał niezłomnością i uczciwością.
Drabanci przyczynili się do utrzymania przyczółków lewego skrzydła armii szwedzkiej podczas przeprawy przez Dźwinę w roku 1701, a także do zwycięstwa pod Kliszowem (1702). Uczestniczyli we wszystkich poważniejszych starciach aż do bitwy pod Połtawą (1709), kiedy oddział ich uległ całkowitej zagładzie. Karol XII nie zdecydował się potem na odtworzenie formacji. Za Gustawa III została ona wprawdzie reaktywowana, ale w postaci typowej straży pałacowej.